# Ushakova (kulle)
Ushakova är en kulle i Antarktis. Den ligger i Östantarktis. Australien gör anspråk på området. Toppen på Ushakova är 1 169 meter över havet.
Terrängen runt Ushakova är huvudsakligen platt, men norrut är den kuperad. Terrängen runt Ushakova sluttar norrut. Trakten är obefolkad. Det finns inga samhällen i närheten.